# 福斯特米爾斯 (喬治亞州)
福斯特米爾斯（英語：Foster Mills）是位於美國喬治亞州弗洛伊德縣的一個非建制地區。該地的面積和人口皆未知。

## 地理
福斯特米爾斯的座標為34°09′58″N 85°20′34″W / 34.16611°N 85.34278°W，而該地的平均海拔高度為178米（即584英尺）。